# 彭仲修墓
彭仲修墓，是位于中国福建省宁德市蕉城区蕉南街道福山街北山的一个唐代古墓葬，宁德县人民政府于1980年11月将其公布为首批县级文物保护单位。
墓主彭仲修是唐初武探花，后被唐高宗封为武毅大夫。墓葬整体坐北向南，墓丘已毁，现存有墓碑和神道碑。